# Базельский трамвай

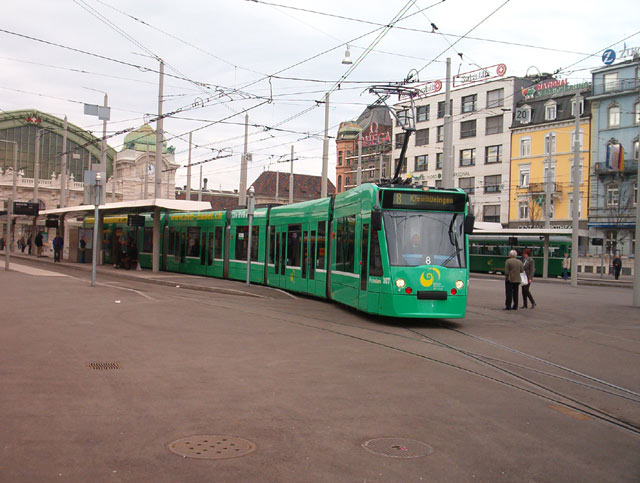
Трамвай Siemens Combino

Базельский трамвай — трамвайная сеть Базеля (Швейцария), один из видов общественного транспорта города.

## История
Электрический трамвай начал действовать в Базеле 6 мая 1895 года.

## Международный трамвай

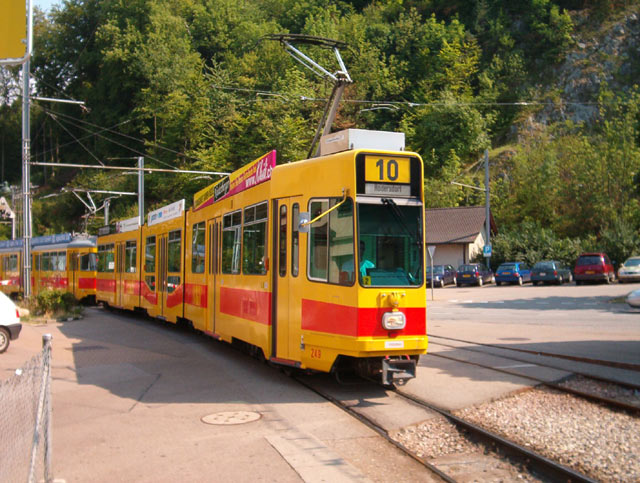
Вагон десятого маршрута базельского трамвая. Этот трамвай ходит из Швейцарии во Францию.

Особенности географического положения города, который расположен там, где сходятся границы трёх стран — Швейцарии, Франции и Германии, обусловили уникальную особенность базельского трамвая. На протяжении нескольких десятилетий трамвайная сеть Базеля объединяла три государства.
Существовали следующие международные трамвайные линии:
- Базель — Сен-Луи (Франция), 20 июля 1900 — 31 декабря 1957
- Базель — Юнинг (Франция), 17 декабря 1910 — 12 апреля 1961
- Базель — Лёррах (Германия), 1926—1967, с перерывом в связи с закрытием границы (1 сентября 1939 — 11 мая 1947)

По состоянию на 2007 год единственным международным маршрутом трамвая в Базеле был маршрут № 10, связывающий Базель с французским городом Леймен в Эльзасе. На тот момент времени это была одна из трёх действующих межгосударственных трамвайных линий в мире (две другие — трамвай Saarbahn между Саарбрюккеном в Германии и Саргемином во Франции, а также линия D Страсбургского трамвая, пересекающая Рейн до немецкого города-спутника Келя). На 2021 год функционируют пять межгосударственных трамвайных линий. 
В 2014 году линия маршрута № 8 была продлена от немецкой границы до вокзала города Вайль-на-Рейне (Германия).
В 2015 году началось продление линии маршрута № 3 во французский город Сен-Луи. Открытие участка до вокзала Сен-Луи состоялось 10 декабря 2017 года.

## Описание сети
Сеть трамвая в Базеле состоит из одиннадцати маршрутов, восемь из них обслуживаются организацией BVB, три — организацией BLT. Ширина колеи — 1000 мм.

#### Маршруты
| Номер | Маршрут                                                                                                 |
| 1     | Dreirosenbrücke ↔ Bahnhof SBB (BVB)                                                                     |
| 2     | Биннинген ↔ Eglisee (BVB)                                                                               |
| 3     | Вокзал Сен-Луи — Burgfelden Grenze ↔ Бирсфельден Hard (BVB)                                             |
| 6     | Альшвиль ↔ Риэн Grenze (BVB)                                                                            |
| 8     | Neuweilerstrasse ↔ Вокзал Валь-ам-Рейн (BVB, часть рейсов только до Клейхунингена со стороны Швейцарии) |
| 10    | Родерсдорф (Золотурн) ↔ Дорнах (Золотурн) (BLT)                                                         |
| 11    | Базель St-Louis Grenze ↔ Эш (Базель-Ланд) (BLT)                                                         |
| 14    | Dreirosenbrücke ↔ Праттельн (BVB)                                                                       |
| 15    | Messeplatz ↔ Bruderholz (BVB)                                                                           |
| 16    | Bruderholz ↔ Schifflände (BVB)                                                                          |
| 17    | Ettingen <-> Wiesenplatz (BLT)                                                                          |
| 21    | Badischer Bahnhof <-> Bahnhof St. Johann (BVB)                                                          |

## Подвижной состав

### Современный
Все трамваи Базеля являются односторонними.
В скобках узазывается годы поставок данных трамваев в Базель для данной организации (BVB или BLT)
BVB:
- Моторные вагоны:
  - Be4/4 № 457—476 (1967/68) — несочленённые вагоны
  - Be4/4 № 477—502 (1986/87) — несочленённые вагоны
  - Be4/6 № 623—658 (1972) — сочленённые двухсекционные вагоны
  - Be4/6 № 659—686 (1990/91) — сочленённые двухсекционные вагоны, в ходе реконструкции между двумя оригинальными секциями трамваи были оборудованы промежуточной низкопольной секцией
  - Be6/8 № 301—328 (2000/02) — сочленённые низкопольные семисекционные трамваи Combino
  - Be8/8 № 351—354 и 357 (2004) — сочленённые трехсекционные вагоны, первоначально использовались в Берне (бернские номера — 711—714 и 717), были переданы в Базель для замены трамваев Combino, отозванных производителем для устранения брака.
- Прицепные вагоны:
  - BVB: B4 1416—1506 (1961/72)

BLT:
- Моторные вагоны:
  - Be4/6 № 101—115 (1971/76) — сочленённые двухсекционные вагоны
  - Be4/6 № 123—158 (2001) — сочленённые двухсекционные вагоны, с 1972 по 2001 год эксплуатировались BVB, затем были переданы BLT.
  - BLT: № Be4/x 201—266 (1978/81) — сочленённые двухсекционные вагоны, в ходе реконструкции между двумя оригинальными секциями трамваи были оборудованы промежуточной низкопольной секцией
- Прицепные вагоны::
  - BLT: B4 № 1301—1305 и 1316—1322 (1948/73)